# Paqueta (molie)
Paqueta este un gen de molii din familia Lymantriinae.